# Prosciuttello
Il Prosciuttello è un tipo di salume abruzzese in particolare del territorio del medio ed alto vastese, e fa parte dei Prodotti agroalimentari tradizionali abruzzesi.

## Produzione
È un prosciutto la cui preparazione è molto particolare; infatti ha una forma ovoidale dovuta alla lavorazione dello stesso, perché viene divisa la parte nobile del prosciutto dal resto della carne.